# Krav maga
Krav maga (hebr. קרב מגע, dosłownie „walka w bliskim kontakcie”) – system walki opracowany do samoobrony, który składa się z kombinacji najskuteczniejszych technik pochodzących z boksu, jiu jitsu, judo, muay thai, zapasów i innych sztuk walki. W przeciwieństwie do mieszanych sztuk walki (MMA) krav maga skupia się na rzeczywistych sytuacjach i najskuteczniejszych kontratakach, łącznie z obronami trwale uszkadzającymi agresora.
Ten system samoobrony i walki wręcz został zapoczątkowany w latach 30. XX wieku w Czechosłowacji przez Imiego Lichtenfelda i rozwinięty przez niego w kolejnych dekadach w Izraelu. System bazuje na podstawowych odruchach obronnych człowieka. Składa się z szeregu technik, w skład których wchodzą pchnięcia i dźwignie oraz uderzenia i kopnięcia w okolice gardła, oczu, potylicy, czy w strefę krocza. System cały czas ewoluuje wskutek licznych badań i doświadczeń użytkowników, a także przejmuje skuteczne rozwiązania z innych systemów obronnych bądź sztuk walki.

## Historia krav magi
Twórcą systemu był Imi Lichtenfeld, znany też jako Imi Sade Or. Jako sportowiec debiutował w klubie „Herkules”, założonym przez jego ojca. Uprawiał różne dyscypliny sportu: został mistrzem Słowacji w zapasach, boksie oraz gimnastyce, znał też jiu-jitsu (i podobno był znanym tancerzem). W latach 30. XX wieku stanął w obliczu realnego zagrożenia ze strony faszystowskich bojówek. Ze względu na swoje umiejętności stał się liderem młodych Żydów, którzy starali się przeciwstawić narastającej fali agresji. W czasach okupacji faszystowskiej zorganizował grupę samoobrony, która strzegła żydowskiej dzielnicy. Dzięki wielu walkom stoczonym z silnymi przeciwnikami, często uzbrojonymi w pałki i noże, zdobył doświadczenie umożliwiające mu po wielu latach skonstruowanie własnej odmiany systemu walki wręcz. Oparł się na założeniu, że w walce z silniejszym – często lepiej wyszkolonym – przeciwnikiem głównym atutem jest skuteczność ataku.
Historia krav magi jest ściśle powiązana ze zmianami ustrojowymi Izraela i potrzebami izraelskich sił militarnych związanych z ochroną kraju w jednej z dwóch najbardziej zagrożonych stref na świecie. We wczesnych latach czterdziestych podziemne izraelskie organizacje wyzwoleńcze walczyły o niepodległość państwa Izrael. Do takich grup należała utworzona w 1919 roku organizacja Hagana (po hebrajsku „obrona”).

## Charakterystyka systemu

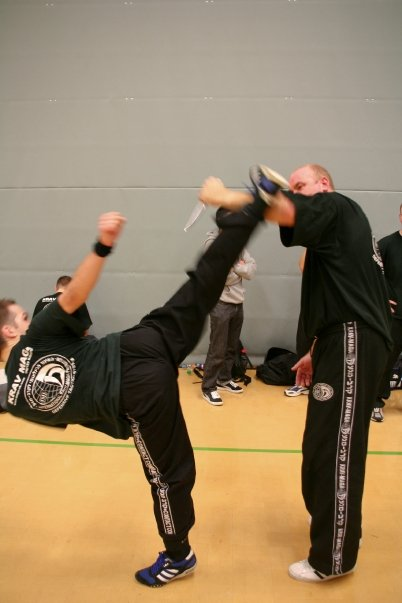
Przykład kopnięcia krav maga

Krav maga nie jest sportem. Ponieważ z założenia służy samoobronie, nie ma w niej współzawodnictwa, zaś trening służy wyłącznie zastosowaniom praktycznym w walce realnej.
Głównym celem walki jest pozbawienie napastnika zdolności do dalszej walki. Krav maga jest hybrydowym systemem, który zachęca adeptów do zdecydowanej postawy podczas konfliktu. Bronić się i atakować należy najkrótszą drogą i z pozycji, gdzie się jest, podejmując jak najmniejsze ryzyko. Krav maga jako tzw. system walki jest niemal całkowicie pozbawiony znanej z innych sztuk walki otoczki filozoficznej – jego główna myśl brzmi jednoznacznie: „Jeżeli Twoje życie lub zdrowie jest zagrożone, masz prawo do jego obrony, bez względu na środki”. Podstawowym celem szkolenia jest nauczenie przewidywania sytuacji zagrożeń, ich unikania, przytomności umysłu i działania w stresie.
Krav maga opiera się na naturalnych odruchach człowieka. Oryginalną koncepcją krav magi było przyswoić wszystko użyteczne, biorąc najbardziej skuteczne techniki, które sprawdzałyby się podczas realnej walki, a potrzebowałyby jak najkrótszego treningu. Wszystkie techniki są nastawione na maksymalną skuteczność przy minimum wykonanych ruchów.
System zawiera twarde uderzenia rękami i łokciami, uderzenia kolanami rodem z boksu tajskiego, niskie kopnięcia przechodzące przez cel, chwyty, obronę przed nożem i bronią palną. Ciosy zadaje się przy użyciu każdych dostępnych narzędzi, przez które rozumie się nie tylko części ciała, takie jak: głowa, łokcie, pięści, dłonie, kolana i stopy, ale także przedmioty codziennego użytku, począwszy od damskiej torebki, poprzez komplet kluczy, a na śmietniku czy kiju bejsbolowym skończywszy. Cele ataku stanowią wrażliwe punkty ciała ludzkiego: oczy, gardło, mostek, nerki, splot słoneczny, krocze, kolana, staw skokowy.

### Odmiana militarna

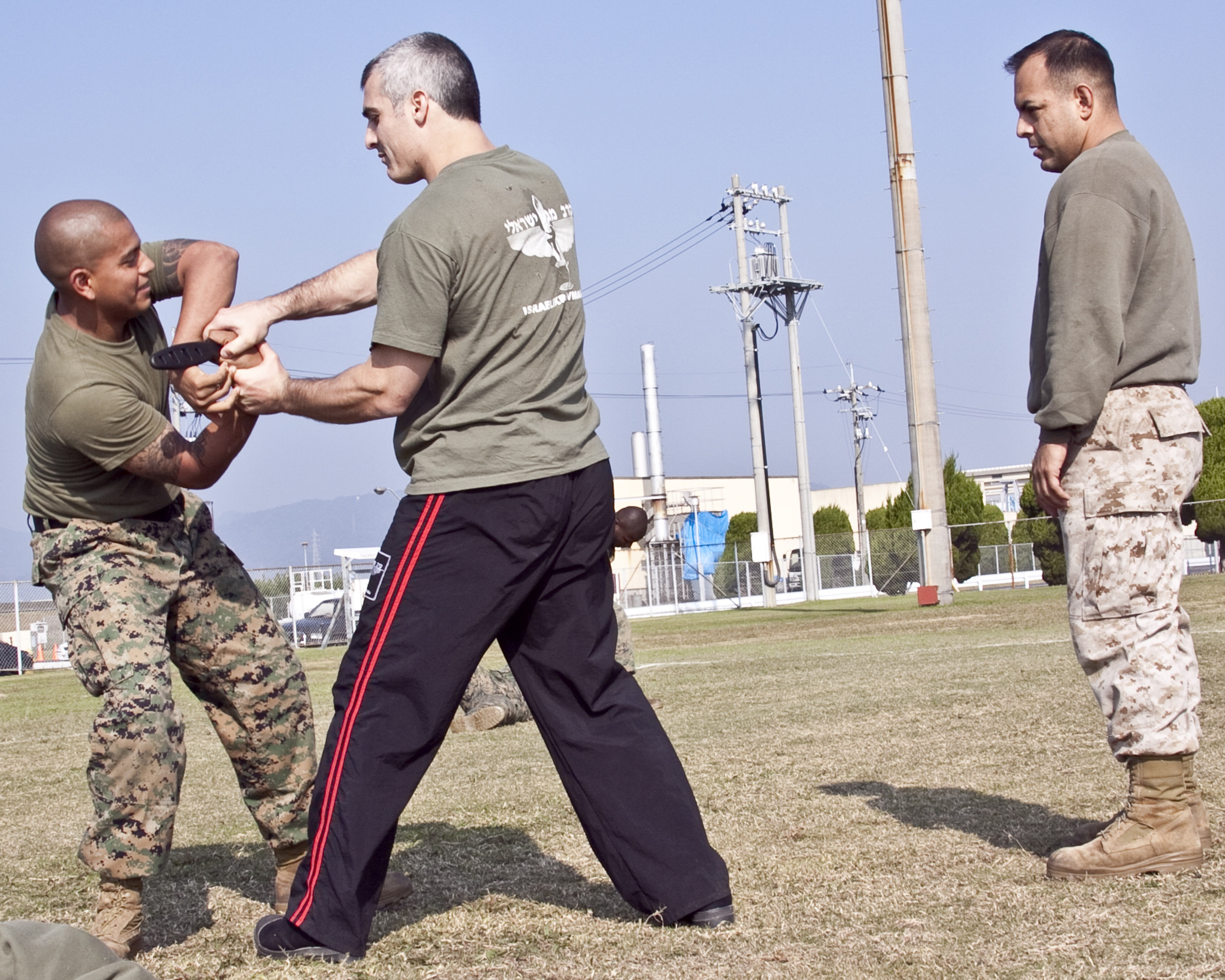
Trening krav maga w armii

Są 2 wersje krav magi: cywilna oraz militarna. Różni je przede wszystkim zakres technik ćwiczonych oraz niejako cel: w wersji cywilnej priorytetem jest obrona przed zagrożeniem, w wersji wojskowej celem jest także zabicie przeciwnika.
Odmiana militarna krav magi wykorzystuje broń jako element wyposażenia, podczas gdy cywilna zakłada wykorzystanie noża lub pałki jedynie po odebraniu ich przeciwnikowi. Odmiany militarnej naucza się wyłącznie wśród tzw. służb mundurowych (w szczególności w wojsku i policji). Przy jej opracowywaniu kierowano się spostrzeżeniem, że klasyczne sztuki walki były przeznaczone do walki przeciwko innej broni niż dzisiaj stosowana.

### Zasady
Krav maga stosuje gradację obrony w zależności od intensywności ataku i sytuacji broniącego się, czemu służą cztery zasady:
- I zasada: Unikaj miejsc i sytuacji niebezpiecznych.
- II zasada: Jeżeli znajdziesz się w niebezpiecznym miejscu lub niebezpiecznej sytuacji, to oddal się jak najszybciej.
- III zasada: Jeżeli znajdziesz się w niebezpiecznym miejscu lub niebezpiecznej sytuacji i nie możesz się oddalić, to walcz, używając wszelkich dostępnych przedmiotów, które mogą ci pomóc.
- IV zasada: Jeżeli znalazłeś się w niebezpiecznym miejscu lub niebezpiecznej sytuacji, nie możesz się oddalić i w zasięgu nie ma żadnych przedmiotów, które można by było w walce wykorzystać, to walcz w sposób maksymalny, nie stawiając sobie żadnych ograniczeń.

## Trening krav magi
Trening ma mieć praktyczne zastosowanie w sytuacjach codziennych. Adepci używają podstawowych technik w połączeniu z jakimikolwiek innymi ruchami, aby obronić się przed atakiem. Kładzie się nacisk na szybkość, wytrzymałość, siłę, adekwatność obrony do ataku, koordynację ruchów, lecz najważniejsza jest technika.
Treningi prowadzone są różnie, w zależności od instruktora i organizacji do której należy, ale można podzielić je na główne etapy:
- Rozgrzewka, której intensywność zależy od ogólnej sprawności grupy.
- Prezentacja technik.
- Utrwalanie technik poprzez ćwiczenia w parach bądź grupach.
- Ćwiczenia ogólnorozwojowe.

Dodatkowo, w zależności od stopnia zaawansowania uczniów, wprowadzane są inne elementy, np. walki sparingowe. W IKMA (Israeli Krav Maga Association) kładzie się nacisk na obecność sparingów w programie treningowym już od pierwszych zajęć.
Cechą odróżniającą treningi krav magi od sztuk walki jest przede wszystkim obecność treningów zadaniowych lub sytuacyjnych. Kładą one nacisk na wykorzystanie poznanych technik w określonych sytuacjach mających miejsce w rzeczywistości, przy zastosowaniu maksymalnego możliwego zbliżenia warunków treningu do rzeczywistości.

## Stopnie szkoleniowe w systemie krav maga
| White  |
| Yellow |
|        |
| Orange |
|        |
| Green  |
|        |
| Blue   |
|        |
| Brown  |
|        |
| Black  |
|        |
|        |
|        |
|        |

W początkowym okresie istnienia systemu jego twórca nie używał podczas treningu pasów, znanych ze wschodnich sztuk walki, gdyż uważał system za militarny. Jednak poszukując uznania wśród innych systemów walki, stworzył system pasów oparty na judo (biały – żółty – pomarańczowy – zielony – niebieski – brązowy – czarny). Czarny pas otrzymuje się po 8-10 latach praktyki. System był podzielony na oceny.
W latach 90. XX wieku Imi miał wątpliwości, czy w krav madze powinien obowiązywać system pasów oraz czy ich stosowanie ma jakieś praktyczne znaczenie. W rezultacie, po jego śmierci system stopni został zachowany w każdej z federacji-córek, jakkolwiek część z nich nadal używa pasów podczas treningu, a część z nich zupełnie z tego zrezygnowała. System pasów został w nich zastąpiony systemem poziomów: adept – absolwent – ekspert. Niekiedy kolory pasów traktuje się jedynie jako formalne oznaczenie stopnia na certyfikacie, lecz nie nosi się ich na treningu. Ubiór treningowy składa się zwykle z czarnych spodni i czarnych (w IKMA) lub białych (w IKMF) koszulek z krótkimi rękawkami (T-shirt).

### Stopnie instruktorskie i szkoleniowe w krav maga
- Stopnie uczniowskie[5]:

P1 – P5 – początkujący
G1 – G5 – zaawansowany
- Stopnie mistrzowskie:

Expert 1 – Expert 5
Master 1 - Master 3

## Terminologia
„Krav maga” to ogólne pojęcie. W słownikach wydanych w Izraelu napisane jest, że krav maga to system walki wręcz: maga znaczy „bliski”, „z bliska” lub „(na) dotyk”, krav znaczy „walka”.
Niektórzy z autentycznych instruktorów krav magi, jak Dennis Hanover, pod wpływem ludzi głoszących że znają „prawdziwą wersję nauczaną w elitarnych jednostkach” i na skutek komercjalizacji tego systemu, przestali używać terminu „krav maga”. W przeszłości wielu instruktorów określało się jako instruktorzy krav magi, lecz teraz określają się madrich le'chima („instruktorzy walki”).
Wiele elitarnych jednostek wojskowych nadal lojalnie nazywa walkę wręcz kapap. Jednostki antyterrorystyczne, które używały terminu lochama zeira, oznaczającego „walkę w małej skali”, obecnie używają terminu lotar, czyli „antyterroryzm” (od nazwy szkoły antyterrorystów Lochama Be'Terror). Wszyscy instruktorzy kapap/lotar są instruktorami krav magi w wojsku, lecz nie wszyscy instruktorzy krav magi są instruktorami kapap/lotar. Terminu kapap/lotar używa Chaim Peer. Kapap/lotar obejmuje podstawowe umiejętności walki z krav magi, lecz idzie krok dalej w technikach unieszkodliwiania terrorystów, zgłębionej wiedzy o wrażliwych punktach ciała, i całkiem nowej koncepcji, znanej pod angielską nazwą boil pressure training – trening radzenia sobie ze stresem podczas walki.
Ran Cohen, dawny instruktor służb specjalnych w Izraelu używa terminu operational krav maga. Inny znany instruktor, Eli Avikazar stosuje nazwę krav magen. Moni Aizik używa edge combat. Miki Erez, Niel Farber i Moti Horenstein używają kavana and hisardut survival.

## Organizacje krav maga
Imi wraz z najbliższymi instruktorami, m.in. Ejalem Janilowem, Rahimem Gidonem, Gabim Noahem założył Israeli Krav Maga Association (IKMA) w 1978 i został Grandmasterem systemu.
Ponieważ wielu instruktorów utrzymywało, że uczy krav magi, weterani instruktorzy czuli potrzebę uregulowania, co jest, a co nie jest czystym krav maga. Powstało więc kilka innych organizacji:
- International Krav Maga Federation (Avi Moyal) (IKMF)
- Krav Maga Union
- Krav Magen (Eli Avikzar)
- United Krav Maga World Organisation (Tomasz Adamczyk)
- European Krav Maga Federation (Richard Douieb)
- American Krav Maga Association (Darren Levine)
- World Krav Maga Federation (Thierry Viatour student of Vanostende Captain)
- Global Krav Maga Academy (Jarosław Rogowski)
- Krav Maga Global (Ejal Janilow)
- FCF Krav Maga (Dariusz Waluś)
- Krav Maga Pomorze (Krzysztof Suchomski, Adam Kamiński, Filip Horała)
- Krav Maga Przeniosło Team (Jędrzej i Łukasz Przeniosło)
- Krav Maga Mazowsze
- Podkarpacka Szkoła Krav Maga
- Krav Maga Center Poland

## Krav maga w Polsce
W Polsce krav maga pojawiła się w połowie lat dziewięćdziesiątych XX wieku. Pionierami systemu w Polsce są Tomasz Adamczyk i Richard Douieb. Tomasz Adamczyk założył w 1995 roku Instytut Krav Maga Polska zrzeszony w Israeli Krav Maga Federation (Ejal Janilow). W trakcie cyklicznych szkoleń w 1. Pułku Specjalnym w Lublińcu, instruktorem IKMP został ppor. lek. Krzysztof Sawicki. Oprócz K. Sawickiego w Poznaniu tytuł instruktorski uzyskali kpt. Włodzimierz Kopeć i mjr Piotr Tarnawski (oficerowie odpowiedzialni za wychowanie fizyczne w Centrum Szkolenia Wojsk Lądowych w Poznaniu), którzy w 1997 roku opuścili Instytut i założyli Stowarzyszenie Krav Maga. W 2008 roku z Instytutu odeszli m.in. Jarosław Rogowski, Jędrzej Przeniosło oraz Jacek Moryl tworząc Global Krav Maga Academy.
Krzysztof Sawicki prowadzi akademię krav magi w oparciu o Israeli Krav-Maga Gidon System. W 2010 roku po rozłamie w IKMF i powstaniu Krav Maga Global, Instytut Krav Maga Tomasza Adamczyka stał się częścią KMG. Pod koniec 2012 roku Tomasz Adamczyk powołał do życia własną, niezależną organizację United Krav Maga World Organization, odłączając tym samym Instytut od Krav Maga Global i Ejala Janilowa. W następstwie tych działań, Krav Maga Global otworzyła bezpośrednie przedstawicielstwo w Polsce. W roku 2013 przedstawicielem z ramienia IKMF na Polskę został Zbigniew Kotowski Expert1, w tym samym roku do IKMF wracają też inni instruktorzy jak Mariusz Jasiński, Dariusz Waluś i Łukasz Bielach. W następnych latach do IKMF dołączyli kolejni trenerzy jak Orczykowski czy Kuśmierczak.